# Gustaf Hammarström
Gustaf Hammarström, född 14 april 1841 i Katarina församling, Stockholm, död 27 oktober 1918 i Engelbrekts församling, Stockholm, var en svensk väg- och vattenbyggnadsingenjör.
Hammarström utexaminerades från Teknologiska institutet 1860 och från Högre artilleriläroverket på Marieberg 1865. Han blev löjtnant i Väg- och vattenbyggnadskåren 1873, kapten 1886 och major 1900. Han var anställd vid Statens järnvägsbyggnader 1860–1863 samt vid järnvägsbyggnader i Finland och Ryssland 1868–1872, tillförordnad adjutant i östra väg- och vattenbyggnadsdistriktet 1874–1877 och adjutant där 1877–1882, kontrollerande ingenjör vid Vimmerby–Hultsfreds järnvägsbyggnad (VHJ) 1875–1877, distriktsingenjör i östra distriktet 1882–1893 och tillförordnad distriktschef där 1889–1890, arbetschef vid Vetlanda–Sävsjö järnvägsbyggnad (HvSJ) 1883–1885, distriktsingenjör i mellersta distriktet 1893–1899, tillförordnad distriktschef i västra distriktet 1899, ordinarie 1900, och distriktschef i östra distriktet 1901–1908. Han verkställde en mängd undersökningar.